# Kanton Saint-Pierre-Église
Saint-Pierre-Église is een voormalig  kanton van het Franse departement Manche.
Het kanton maakte sinds de oprichting in 1811 deel uit van het arrondissement Cherbourg, daarvoor was het onderdeel van het arrondissement Valognes. Op 22 maart 2015 werd het kanton opgeheven en werden de gemeenten opgenomen in een nieuw kanton Val-de-Saire.

## Gemeenten
Het kanton Saint-Pierre-Église omvatte de volgende gemeenten:
- Brillevast
- Canteloup
- Carneville
- Clitourps
- Cosqueville
- Fermanville
- Gatteville-le-Phare
- Gonneville
- Gouberville
- Maupertus-sur-Mer
- Néville-sur-Mer
- Réthoville
- Saint-Pierre-Église (hoofdplaats)
- Le Theil
- Théville
- Tocqueville
- Varouville
- Le Vast